# Katsumi Oenoki
Katsumi Oenoki (født 3. april 1965) er en japansk fodboldspiller.

## Japans fodboldlandshold
| Japans landshold | Japans landshold | Japans landshold |
| År               | Kmp              | Mål              |
| ---------------- | ---------------- | ---------------- |
| 1989             | 4                | 0                |
| 1990             | 1                | 0                |
| Total            | 5                | 0                |